# 奇克索 (阿拉巴马州)
奇克索（英語：Chickasaw）是美国阿拉巴马州下属的一座城市。面积约为4.21平方英里（约合10.9平方公里）。根据2010年美国人口普查，该市有人口6,106人，人口密度为1,451.39/平方英里（约合560.18/平方公里）。